# Mythologie mélanésienne

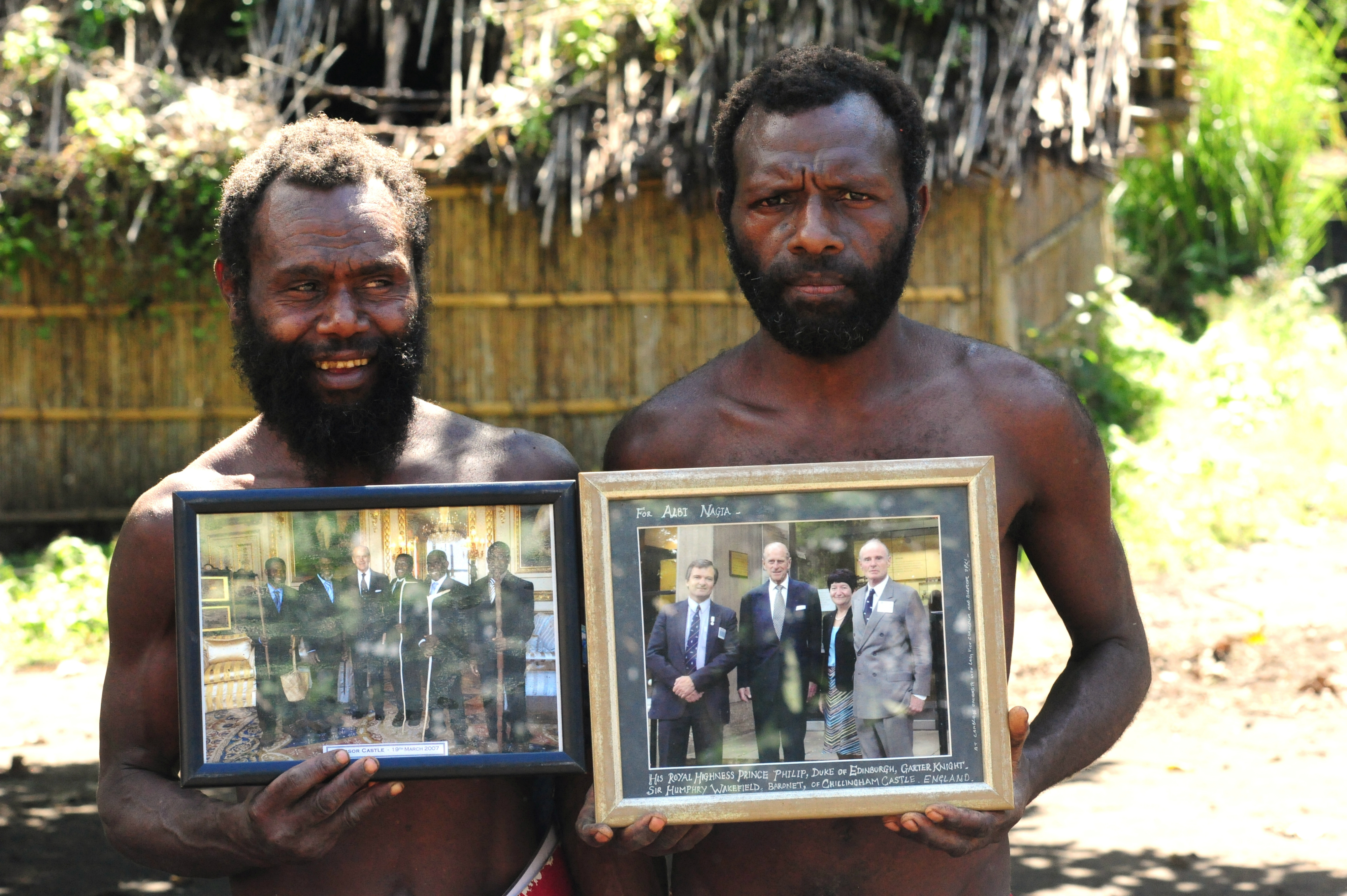
Certains habitants de Tanna (Vanuatu) considèrent le prince Philip comme un être divin.

La mythologie mélanésienne est constituée du folklore, des mythes et des religions de la Mélanésie, une région du sud-ouest de l'Océanie qui englobe les archipels de Nouvelle-Guinée (y compris la Nouvelle-Guinée occidentale et la Papouasie-Nouvelle-Guinée), les îles du détroit de Torrès, les îles Salomon, Vanuatu, la Nouvelle-Calédonie et les Fidji. Les différentes mythologies sont constituées principalement issues des traditions de la littérature orale des différentes populations de Mélanésie. Les aspects plus récents incluent les cultes du cargo nés au XXe siècle pendant la guerre du Pacifique.

## Définitions de laMythology of All Races(1916)
En 1916, Roland Burrage Dixon (en) a écrit un premier récit de la mythologie mélanésienne dans le neuvième volume de la collection The Mythology of All Races, intitulé Oceanic. La compilation de Dixon reflète les croyances de certains observateurs occidentaux de l’époque quant à l’existence d’une mythologie à l’échelle de la Mélanésie dans son ensemble. Il était alors courant de mélanger les traditions mythologiques de différentes régions du Pacifique Sud comme s’il s’agissait d’exemples d’une seule « culture mélanésienne ». Les spécialistes modernes critiquent cette approche comme une simplification excessive, préférant présenter chaque tradition locale séparément et suggérer des liens possibles avec plus de soin.

### La division des populations de la région proposée par Dixon
Selon Dixon, la Mélanésie se divise en deux divisions géographiques : la Nouvelle-Guinée avec ses îles adjacentes plus petites formant l'une ; et la longue série d'îles situées au nord et à l'est de celle-ci, des îles de l'Amirauté à la Nouvelle-Calédonie et aux Fidji, constituant l'autre.
D'un point de vue anthropologique, la population de la région mélanésienne est composée d'un certain nombre de populations historiques différentes (ce que Dixon appelle des « types raciaux »). Il a identifié « au moins trois groupes » :
1. Un groupe, appelé par Dixon « tribus négritos ou semblables aux négritos »[b], vivait supposément principalement à l'intérieur de la Nouvelle-Guinée et sur quelques îles de la Mélanésie insulaire (l'« archipel oriental » selon ses termes).
2. Il identifia un deuxième groupe comme étant celui des Papous, sur lesquels il avait peu d'informations.
3. Un troisième groupe, correspondant aux populations de Mélanésie parlant une langue austronésienne[c]

Contrairement à l'usage moderne, Dixon n'a utilisé le terme « mélanésien » que pour désigner son troisième groupe, à savoir les populations non-papoues de Mélanésie,.

### Principales caractéristiques de la typologie de Dixon
Selon Dixon, les documents sur la mythologie de la Mélanésie, bien qu'incomplets et fragmentaires, « semblent prouver assez clairement » l'existence de deux couches distinctes, l'une qu'il appelle « papoue », l'autre « mélanésienne ». Bien que l'auteur ne mentionne pas les langues, sa dichotomie proposée, basée sur la littérature orale, correspond vraisemblablement au contraste établi par les linguistes entre les locuteurs des langues papoues et les locuteurs des langues austronésiennes (océaniques),.
La couche « papoue » de Dixon était mieux représentée, à son avis, parmi les tribus Kai du nord de la Papouasie-Nouvelle-Guinée, ainsi que par les Baining et les Sulka du nord de la Nouvelle-Bretagne.
Sa strate dite « mélanésienne », en revanche, se trouvait principalement dans l'Océanie lointaine (qu'il nomma « Mélanésie orientale »), mais aussi dans certaines parties de la Nouvelle-Guinée, parmi les tribus côtières du nord de la Nouvelle-Bretagne et dans les îles de l'Amirauté.
Selon Dixon, le type de mythologie « papoue » était caractérisé par une absence relative de mythes cosmogoniques, par la prédominance des fantômes et par « une simplicité et une naïveté générales ». Cette catégorie semble également rester dans les populations locales, plutôt que d’être distribuée plus largement. La mythologie « mélanésienne », en revanche, comporte davantage de mythes relatifs à la cosmogonie, ainsi que des récits cannibales, et inclut souvent un caractère dualiste rudimentaire (révélé dans de nombreuses histoires de frères héros sages et fous).
En examinant plus en détail son type « mélanésien », Dixon a constaté qu’il manquait d’unité. Il a suggéré le regroupement suivant :
1. Mythes généralement originaires de « Mélanésie » ;
2. Mythes strictement recensés en Nouvelle-Guinée et dans les environs immédiats ;
3. Mythologie au Fidji, du centre du Vanuatu ou des îles Banks et Santa Cruz.

En incluant l'ensemble de la zone océanique, Dixon a constaté que le type « papou » présentait peu de points communs avec les autres régions du Pacifique, alors que son type dit « mélanésien » présentait des similitudes avec l'Indonésie, la Micronésie, la Polynésie et même l'Australie. Les mythes de type « mélanésien » (qui présentent des similitudes avec les autres régions) peuvent être divisés en quatre groupes :
1. Ceux qui ne partagent que des similitudes avec l'Indonésie, qui sont typiquement représentés plutôt sur la côte nord de la Nouvelle-Guinée ;
2. Ceux qui partagent des similitudes avec la Polynésie, qui sont plus importants sur la côte sud de la Nouvelle-Guinée et qui semblent comprendre également des mythes de Mélanésie ;
3. Ceux qui partagent des similitudes avec l'Indonésie et la Polynésie, qui sont les plus courants dans l'Océanie lointaine, l'archipel oriental de la Mélanésie, et qui peuvent avoir été apportés et conservés par les ancêtres polynésiens depuis leurs foyers indonésiens ;
4. Ceux qui ne partagent des similitudes avec les Micronésiens, qui sont représentées de façon égale en Nouvelle-Guinée et dans l'archipel oriental.

### Mythes des origines et du déluge
Selon la classification de Dixon, la mythologie de sa région « mélanésienne » (c'est-à-dire la région peuplée de populations parlant une langue océanique) se caractérise par l'absence quasi totale de mythes relatifs à l'origine du monde. À une ou deux exceptions près, la Terre semble être considérée comme ayant toujours existé plus ou moins sous la même forme qu’aujourd’hui.
Dans les îles de l'Amirauté, une partie de la population croyait qu'autrefois il n'y avait qu'une mer immense. Un mythe raconte qu'un grand serpent a ordonné à un récif de s'élever pour former la première zone de terre ferme. Un autre mythe d'origine évoque un homme et une femme flottant dans la mer sur un morceau de bois flotté jusqu'à ce que les eaux se retirent, après quoi ils ont commencé à résider sur la terre ferme. En Nouvelle-Bretagne, parmi les tribus côtières de la péninsule de Gazelle, les deux frères héros culturels, To-Kabinana et To-Karvuvu, pêchaient à sec au fond de la mer,.
Le concept de mer primitive est largement répandu en Polynésie centrale, en Micronésie et en Indonésie, mais n'apparaît que dans les régions du nord de la Mélanésie, où des contacts avec des peuples non mélanésiens seraient théoriquement attendus. Une filiation beaucoup plus étroite avec la Polynésie est démontrée dans une autre classe de mythes d’origine. Bien que Dixon ne se soit pas concentré sur le début du monde dans sa région « mélanésienne », il a trouvé des documents considérables et très variés sur la création de l’humanité. On peut distinguer trois types de mythes : le premier, dans lequel l'humanité est directement créée par une divinité ou un être préexistant ; le deuxième, dans lequel l'homme naît spontanément ou par magie ; le troisième, dans lequel l'humanité descend du ciel sur terre.

### Création de l'humanité
Dans les îles de l'Amirauté, il existe un mythe selon lequel un homme solitaire, Manuai, désirait ardemment une épouse et ordonna à une figure de femme sculptée en bois de prendre vie.
Dans les îles Banks, la divinité Qat est décrite comme la première à avoir créé les humains, en coupant du bois de l'arbre dracaena pour en faire six personnages : trois hommes et trois femmes. Après les avoir cachés pendant trois jours, il les ressuscita et les divisa en trois couples mariés. Marawa, un homme envieux, vit ce que Qat avait fait et prit un autre type de bois et leur donna la vie. Lorsqu'il les vit bouger, il creusa un trou et en recouvrit le fond de feuilles de cocotier, avant d'y enterrer ses hommes et femmes pendant sept jours. Après les avoir déterrés, il les trouva sans vie, ce qui était considéré comme l'origine de la mort parmi les hommes. Selon une autre version de la même région, tandis que le premier homme fut fait d'argile rouge par Qat, il créa la première femme à partir de tiges et d'anneaux de brindilles recouvertes de spathes de palmiers sagoutiers, qui servent à fabriquer les hauts chapeaux utilisés dans les danses sacrées.
L'histoire de la création de l'homme à partir de la terre est racontée aux Nouvelles-Hébrides. Il s'agit d'un personnage divin, Takaro, qui a créé dix personnages masculins à partir de boue et leur a insufflé la vie. Il lança alors un fruit sur l’un d’eux, ce qui transforma l’homme en femme.
Un autre mythe de Nouvelle-Bretagne décrit un être dessinant deux figures masculines sur le sol, aspergeant les dessins de son propre sang et les recouvrant de feuilles, le résultat étant qu'ils prirent vie sous la forme de deux hommes, To-Kabinana et To-Karvuvu. To-Kabinana grimpa alors sur un cocotier, cueillit deux noix de coco vertes et les jeta à terre, où elles éclatèrent et se transformèrent en deux femmes qu'il prit pour épouses. Alors To-Karvuvu essaya de faire la même chose, mais il jeta les noix au sol, la pointe vers le bas, et les femmes qui en sortirent avaient des nez plats et laids.

### Origine de l'humanité à partir d'autres sources
Un autre mythe majeur de la création de l’humanité dans la mythologie mélanésienne est que les humains descendent des oiseaux.
Dans les îles de l'Amirauté, un mythe décrit une colombe portant deux petits, dont l'un était un oiseau et l'autre un homme, qui devint l'ancêtre de la race humaine. Dans une autre version du mythe, une tortue pondit dix œufs, d'où sortirent huit tortues, un homme et une femme. Les hommes et les femmes se sont mariés, devenant ainsi les ancêtres des personnes à la peau claire et à la peau foncée. Aux Fidji, on raconte qu'un oiseau a pondu deux œufs qui ont été couvés par Degei, un serpent, un garçon provenant de l'un et une fille de l'autre. Une variante de ce phénomène se retrouve dans le détroit de Torrès où, selon les habitants de l'Île de Pâques, un asticot s'est développé à partir d'un œuf d'oiseau, qui s'est ensuite transformé en homme.
On retrouve des mythes sur l'origine des hommes ou des divinités à partir d'un caillot de sang en Mélanésie, entre autres régions d'Océanie. Un mythe des îles de l'Amirauté situe l'origine des hommes comme étant issus d'œufs provenant du sang versé d'une femme nommée Hi-asa. Dans l'île voisine de Nouvelle-Bretagne, un récit donne une origine similaire pour les deux frères To-Rabinana et To-Karvuvu : une vieille femme pataugeait dans la mer à la recherche de coquillages ; ses bras lui faisaient mal, et alors, prenant deux bandes tranchantes de pandanus, elle se gratta et se coupa d'abord un bras, puis l'autre. Les deux bandes de pandanus ensanglantées ont ensuite commencé à gonfler, et alors qu'elle était sur le point d'y mettre le feu pour les détruire, deux garçons étaient issus de son sang : du sang de son bras droit, To-Kabinana, et de son bras gauche, To-Karvuvu. Dans plusieurs régions du nord de la Papouasie-Nouvelle-Guinée, Dixon semble avoir trouvé des histoires similaires d’enfants nés de caillots de sang.
L'origine de la race humaine à partir des plantes est unique aux îles Salomon, où l'on dit que deux nœuds ont commencé à germer sur une tige de canne à sucre, d'où sont issus un homme et une femme. En Nouvelle-Bretagne, cependant, un mythe raconte que la première femme serait issue d'une canne à sucre plantée par deux hommes. Après l'éclatement de la canne à sucre, les hommes s'en sont emparés et se sont accouplés avec elle. Dans certaines versions, la femme est alors devenue l'épouse de l'un des hommes, et toute l'humanité descendrait de ce couple. L'origine de la première femme issue d'un arbre et du premier homme issu du sol est donnée par les tribus papoues d'Elema dans le sud de la Papouasie-Nouvelle-Guinée ; aux Nouvelles-Hébrides, le premier être féminin aurait été transformé à partir d'une coquille de cauris.
L'origine de l'homme à partir de la pierre est racontée par les Baining de Nouvelle-Bretagne : au début, les seuls êtres au monde étaient le Soleil et la Lune, mais ils s'unirent, et de leur union naquirent des pierres et des oiseaux, les premiers devenant ensuite des hommes, les seconds des femmes. L'origine du dieu Qat lui-même est attribuée dans les Îles Banks à une pierre qui a éclaté et a donné naissance à la divinité.

### Origine de la mer
Bien que la « Mélanésie » de Dixon ne contienne pas de mythes sur l'origine du monde, un conte relatant la source de la mer est assez largement répandu. D'après les Baining de New Britain, la mer n'était au début qu'un minuscule point d'eau d'où une vieille femme tirait l'eau salée pour parfumer sa nourriture, qu'elle gardait cachée sous une couverture de tissu tapa. Un jour, ses fils déchirèrent le couvercle ; plus ils le déchiraient, plus le trou d’eau devenait grand. Effrayés, ils s'enfuirent, emportant chacun un coin du tissu, ce qui fit que l'eau se répandit jusqu'à devenir la mer. En réponse, la vieille femme planta à la hâte quelques brindilles le long du bord du rivage, empêchant ainsi l'océan de détruire toutes choses.

### Origine du soleil et de la lune
Divers mythes décrivent l’origine du soleil et de la lune. Dans les îles de l'Amirauté, on raconte que lorsque la mer fut asséchée, les deux premiers êtres fabriquèrent deux champignons. L'homme en jeta un dans le ciel, créant la lune ; la femme lança l'autre vers le haut et forma le soleil.
Selon un mythe du sud de la Papouasie-Nouvelle-Guinée, un homme a découvert la lune sous la forme d'un petit objet brillant enterré dans le sol. Après l'avoir retiré, il grandit et s'éleva haut dans le ciel. Une histoire similaire, provenant du nord de la Papouasie-Nouvelle-Guinée, raconte comment la lune était à l'origine cachée dans un bocal par une vieille femme. Des garçons le découvrirent et ouvrirent secrètement le bocal, après quoi la lune s'envola et s'éleva dans le ciel.
Les habitants de l'île Woodlark ont une histoire dans laquelle l'origine du soleil et de la lune est liée à l'origine du feu : Au commencement, une vieille femme était l'unique propriétaire du feu, et elle seule pouvait manger de la nourriture cuite, tandis que les autres personnes n'avaient que de la nourriture crue. La femme refusa de partager le feu, alors son fils vola une partie de la flamme et la donna au reste de l’humanité. En colère contre son acte, la vieille femme saisit ce qui restait de son feu, le divisa en deux parties et les jeta dans le ciel, la plus grande partie devenant le soleil et la plus petite la lune.
Dans tous ces mythes, le soleil et la lune semblent être considérés comme des objets inanimés. Un autre groupe de contes, en revanche, les considère comme des êtres vivants. Une telle version est donnée par l'une des tribus de la baie de Milne, dans le sud de la Papouasie-Nouvelle-Guinée : une femme se promenait sur un récif océanique et jouait avec un poisson, lorsque celui-ci s'est frotté contre sa jambe, qui a commencé à gonfler et à devenir douloureuse. La femme a coupé l'endroit enflé, et un petit garçon nommé Dudugera en est sorti, qui a ensuite été saisi par le poisson. Avant de partir, Dudugera avertit sa mère et ses proches de se réfugier sous un grand rocher, car bientôt, dit-il, il montera dans un pandanus et montera dans le ciel comme le soleil et détruira tout par sa chaleur. Comme il l'avait prédit, presque tout fut détruit, à l'exception de sa mère et de ses proches qui avaient suivi son conseil. Pour éviter qu'ils ne soient totalement anéantis, la mère prit une calebasse de chaux et la jeta sur le visage du soleil lorsqu'il monta, ce qui eut pour effet de fermer les yeux du soleil et de diminuer la chaleur.
Une caractéristique principale de la mythologie d'origine mélanésienne est le concept selon lequel le jour existait d'abord sans nuit, jusqu'à ce que la nuit soit découverte ou apportée à l'humanité. Dans les îles Banks, la divinité Qat n'a pas créé la nuit. Il entendit dire qu'au pays de Vava (les îles Torrès) il y avait la nuit, alors il s'y rendit pour rencontrer Qön̄ (« Nuit »), et lui acheta la nuit. Qat retourna sur son île de Vanua Lava avec la nuit, un coq et une pierre d'obsidienne. Il dit alors à ses frères de s’allonger et de fermer les yeux. Ils se couchèrent tous et s'endormirent rapidement, tandis que le ciel devenait sombre. Après un moment, Qat sortit le coq et le fit chanter pour réveiller ses frères. Au même moment, il prit sa pierre d'obsidienne et fendit le ciel sombre : c'était le premier matin,.

### Origine du feu
Les mythes sur l’origine du feu présentent plusieurs types. Dixon a commencé avec une forme commune dans le sud de la Papouasie-Nouvelle-Guinée. Selon une version racontée par les Motu, les ancêtres du peuple actuel n'avaient pas de feu et mangeaient leur nourriture crue jusqu'au jour où ils virent de la fumée s'élever vers la mer. Un groupe d'animaux a vu la fumée ; un chien est allé en chercher l'origine, où il a vu des femmes cuisiner au feu. S'emparant d'un tison enflammé, il nagea sain et sauf avec lui jusqu'au continent, où il le donna à tout le peuple.
Certaines tribus Massim du sud-est de la Papouasie-Nouvelle-Guinée donnent une origine différente : avant la découverte du feu, une vieille femme appelée Goga préparait de la nourriture crue pour de nombreuses personnes. Cependant, elle pouvait obtenir du feu à partir de son propre corps et ne préparait des aliments cuits que pour elle-même. Un jour, un morceau de taro bouilli se retrouva accidentellement dans la nourriture d'un homme. Les gens apprirent alors que la femme avait allumé un feu et l'homme vola le tison. Alors qu'il fuyait la vieille femme, le tison lui brûla la main et il le laissa tomber dans l'herbe sèche, qui prit feu et se propagea à un arbre voisin, provoquant l'embrasement d'un serpent qui vivait dans un trou de l'arbre. La vieille femme ordonna qu'une pluie tombe pour arrêter le feu, mais la queue du serpent resta sèche et brûlante. Les gens récupérèrent la queue et mirent le feu à un tas de bois.
Une version des îles de l'Amirauté est la suivante : une femme et un serpent se sont mariés et ont donné naissance à un fils et une fille. Le serpent prit le contrôle des enfants et renvoya sa femme. Un jour, les enfants ayant faim, on leur dit d'aller pêcher du poisson. Ils ramenèrent le poisson au serpent, qui dit à son fils de ramper dans son ventre et de lui prendre le feu pour faire cuire la nourriture. Le fils s'exécuta et rapporta le feu pour le partager avec sa sœur et faire cuire des aliments.
Un autre mythe du feu impliquant un serpent est originaire de Nouvelle-Bretagne. A l'origine, les Sulka ne connaissaient pas le feu, Mais un jour, un homme nommé Emakong tomba dans un ruisseau et trouva au fond une maison où vivaient de nombreuses personnes, qui avaient du feu et de la nuit et qui invitèrent Emakong à rester quelque temps. Quand la nuit arriva, les gens se transformèrent en serpents. La nuit venue, les gens se transformaient en serpents. La nuit, les grillons chantaient et le matin, les oiseaux chantaient, ce qui n'était pas le cas dans la maison d'Emakong. Quand Emakong partit, ses hôtes lui firent un paquet avec la nuit, le feu, les grillons et les oiseaux, qu'il emporta chez lui et partagea avec son peuple.

### Origine de la mort
Selon une version d'Ambrym, une île du Vanuatu, des divinités bonnes et mauvaises discutaient de l'humanité après qu'elle a été créée. La bonne divinité proposa que les hommes perdent leur peau pour conserver à jamais leur jeunesse. La divinité maléfique n'était pas d'accord et proposa que les hommes trop vieux soient enterrés à jamais. Comme il est dit que celui qui a le dernier mot l'emporte, la mort est apparue dans le monde.
Selon une autre forme de mythe racontée dans les îles Banks, Au début, les hommes ne mouraient pas mais pouvaient se débarrasser de leur peau pour retrouver leur jeunesse. Un jour, alors qu'une vieille femme s'était débarrassée de sa peau, son petit enfant refusa de la reconnaître sous sa nouvelle et jeune forme. Pour apaiser le nourrisson qui pleurait sans cesse, elle retourna chercher sa vieille peau et la remit. Depuis lors, les hommes ont cessé de muer et sont morts de vieillesse.
Selon d'autres contes, la mort était due à une erreur. Dans les îles Banks, les mythes racontent aussi qu'au début, les hommes vivaient éternellement et perdaient leur peau, mais que la permanence des biens dans les mêmes mains entraînait de nombreux problèmes. Qat fit donc venir un homme appelé Mate (« la mort »), l'étendit sur une planche et le tua. Il tue ensuite un cochon et partage les biens de Mate entre ses descendants, qui viennent tous pleurer la mort de Mate. Cinq jours plus tard, on souffla dans des conques pour chasser le fantôme, Qat enleva la couverture et Mate disparut, ne laissant que ses os. Entre-temps, Qat avait envoyé Tagaro le Fou surveiller le chemin de Panoi, où se séparent les chemins du monde souterrain et des régions supérieures, pour s'assurer que Mate ne descendait pas plus bas. Tagaro s'est assis par erreur devant le chemin du monde d'en haut, ce qui a conduit Mate à descendre dans le monde souterrain, que tous les humains ont suivi par la suite.
Une autre explication encore est que la mort est due à la désobéissance. Les Baining de Nouvelle-Bretagne racontent qu'un jour, le soleil rassembla toutes les choses et demanda lesquelles souhaitaient vivre éternellement. Toutes vinrent sauf l'homme, ce qui signifiait que l'homme devait mourir. Si l'homme avait obéi au soleil, il aurait pu acquérir l'immortalité.
Un autre mythe attribue l'origine de la mort à l'ingratitude. Dans le groupe de l'Amirauté, un récit raconte qu'un homme qui pêchait a été poursuivi par un esprit maléfique. Il s'est enfui dans la forêt et a grimpé dans un arbre pour se cacher. L'arbre se referma à l'arrivée de l'esprit et se rouvrit à son départ, puis demanda à l'homme deux cochons blancs pour l'aider. L'homme retourna dans son village. À son retour, il apporta un cochon blanc et un cochon noir qu'il colora avec de la craie blanche. L'arbre a alors maudit tous les humains pour qu'ils meurent.

### Déluge et inondation
Parmi les mythes du déluge provenant de la région mélanésienne, seuls quelques-uns ont été rapportés qui ne portent pas de traces d'influence missionnaire, telles que les références au grand déluge dans le christianisme.

### Flux géographique
Dixon estime que, d'après les récits qu'il a recueillis, les mythes d'origine mélanésiens montrent clairement qu'ils sont d'origine composite. Selon lui, la comparaison des mythes polynésiens et indonésiens suggère que les mythes de l'origine de la mer, de l'humanité comme ayant eu à l'origine le pouvoir de renouveler sa jeunesse en changeant de peau, et de l'obtention du feu à partir ou à l'aide de serpents, étaient principalement papous, car aucune trace de l'un ou l'autre n'apparaît en Indonésie, et seul le premier se trouve sous une forme différente à Samoa, mais nulle part ailleurs en Polynésie. D'autres thèmes, observe Dixon, comme l'origine des êtres humains à partir d'œufs ou d'un caillot de sang, sont largement connus en Indonésie et dans l'ouest et le sud-ouest de la Polynésie, et suggèrent que les mythes ont immigré par le détroit qui passe de l'Indonésie vers l'est dans le Pacifique.

## Héros culturels
L'une des caractéristiques les plus remarquables de la mythologie mélanésienne est la prédominance des récits relatifs soit à deux héros culturels, dont l'un est sage et bienveillant, tandis que l'autre est stupide et malveillant, soit à un groupe de frères, généralement au nombre de dix ou douze, dont deux, l'un sage et l'autre stupide, se distinguent tout particulièrement. Une sorte de dualisme se développe qui contraste avec la mythologie indonésienne, tout en montrant des points de contact avec les idées polynésiennes et micronésiennes.

### To-Kabinana et To-Karvuvu (Nouvelle-Bretagne)
To-Kabinana et To-Karvuvu étaient une paire de frères mythiques. o-Kabinana et To-Karvuvu étaient deux frères mythiques. Beaucoup de choses mauvaises ou nuisibles dans le monde, comme le cannibalisme, sont attribuées à l'œuvre du frère insensé, To-Karvuvu. To-Kabinana, en revanche, apparaît comme activement bienveillant, ses actes bien intentionnés en faveur de l'humanité étant contrecarrés par son frère. Des contes de type similaire ont été recueillis à un ou deux endroits sur la côte nord de la Papouasie-Nouvelle-Guinée, mais semblent être beaucoup moins courants que parmi la population côtière de la Nouvelle-Bretagne.
Dans le sud de la Papouasie-Nouvelle-Guinée, peu de contes de ce genre semblent avoir été recueillis. En revanche, les histoires de frères sages et de frères insensés sont très répandues aux Îles Salomon et au Vanuatu ; dans ces derniers cas, les contes du deuxième type (c'est-à-dire concernant un groupe de dix ou douze) sont plus courants.

### Qat (îles Banks)
Dans les îles Banks, Qat est la divinité principale de la mythologie locale. Il avait onze frères, tous nommés Tagaro, l'un étant Tagaro le sage et l'autre Tagaro le fou. Dans les histoires racontées dans Mota, tous les frères ont conspiré contre Qat et l'ont tué. À Gaua, une autre île du groupe, Qat a son antithèse en Marawa, une araignée, un personnage qui semble devenir l'ami et le guide de Qat.

### Tagaro (Ambae)
Dans les Nouvelles-Hébrides, Tagaro est considéré comme l'acteur principal et est opposé à un douzième frère, Suqe-matua. À Ambae (ancienne île des Lépreux au Vanuatu), Tagaro et Suqe-matua se partagent l'œuvre de la création, mais tout ce que fait le second est mauvais. Ils étaient toujours en désaccord, mais la parole de Tagaro l'emportait.

## Thèmes

### Spectres
Les nombreuses histoires de fantômes sont typiques de la Mélanésie. Dixon a cité l’exemple des Îles Kei, une tribu papoue du nord de la Papouasie-Nouvelle-Guinée.

### Cannibalisme
Un thème commun aux contes mélanésiens est le risque pour les humains d'être dévorés vivants par des non-humains : soit des fantômes, soit des esprits, soit des animaux dangereux. Les mentions de cannibalisme humain — où des humains sont mangés par d'autres humains — sont beaucoup plus rares, mais elles existent dans certains contes.

### Monstres
En Mélanésie, les villageois sont souvent menacés par un grave danger (monstre, animal géant, volcan...) et quittent en masse leur île - à l'exception d'une personne, généralement une femme enceinte, qui reste seule sur place. L'enfant né de cette femme deviendra le héros qui vaincra le monstre.

### Le mythe de la jeune fille-cygne
Le thème de la jeune fille-cygne, que l'on retrouve parfois dans certaines régions de Polynésie et assez largement en Indonésie, semble assez bien développé au Vanuatu.

### Mythes des origines
Les mythes étiologiques sont courants en Mélanésie (plus que dans le reste du monde austronésien), ainsi qu'en Australie : il s'agit de mythes des origines, qui expliquent les caractéristiques particulières du monde que nous connaissons — y compris les animaux, les plantes, les sociétés, etc.,.

## Liste d'êtres mythiques
- Abeguwo, déesse résidant dans le ciel. Quand elle ressent l'envie d'uriner, elle le fait sous forme de pluie sur Terre[47],[48].
- Abaia, créature légendaire vivant au fond des lacs d'eau douce des Îles Fidji, Salomon et Vanuatu. Elle ressemble à une énorme anguille[49]. Elle considère toutes les créatures des lacs comme ses enfants et tue donc les personnes qui les dérangent[16].
- Adaro, un esprit de l'eau de Makira (Îles Salomon)[50],[51]
- Hana, le dieu de la lune du peuple Huli (en) en Papouasie-Nouvelle-Guinée[52]
- Kahausibware (en), déesse créatrice du peuple Mono-Alu des îles Salomon[53],[54]
- Kakamora, une population mythique de créatures de type elfique dans la tradition de Makira et Guadalcanal (Îles Salomon)[50]
- Lisepsep, créature mythique du folklore du Vanuatu, notamment Malekula[55]
- Marruni, dieu des tremblements de terre. La queue de Marruni terrifiait ses femmes, il la coupa en morceaux et en fit des animaux et des êtres humains[56].
- Ni, la déesse du soleil du peuple Huli en Papouasie-Nouvelle-Guinée[57]
- Qasavara (en), esprit des îles Banks dans la partie nord du Vanuatu.
- Qat, héros culturel des îles Banks (nord du Vanuatu)[54],[58],[59],[41]
- Tagaro, un héros culturel du nord de Vanuatu dont le nom est lié à la divinité polynésienne Tangaroa[54],[60]
- Tamate, esprits des ancêtres du nord du Vanuatu[54],[58],[61]
- Ul, divinité lunaire
- Ulupoka (en), une figure divine des Fidji et de Polynésie.
- Vinmara, jeune fille cygne que le dieu de la mer Qat garda sur Terre en cachant ses ailes (Vanuatu)[62].
- Warohunugamwanehaora (en), un héros culturel de Makira (Îles Salomon)[50]